# دري غزني (غلزار بردسير)
دري غزني (بالفارسية: دری غزنی) هي قرية تقع في إيران في البلدة المركزية.